# 印度锦鸡儿
印度锦鸡儿（学名：Caragana gerardiana）为豆科锦鸡儿属下的一个种。

## 扩展阅读
- 維基物種上的相關：印度锦鸡儿